# Ас-Саджда
Ас-Саджда (араб. السجدة — Земной поклон) — тридцать вторая сура Корана. Сура мекканская.  Состоит из 30 аятов.

## Содержание
Сура была ниспослана после суры «аль-Му’минун» (Верующие). В суре указывается на то, что Коран — истинное знамение, ниспосланное Аллахом, и на миссию, порученную Аллахом посланнику Мухаммеду. В суре рассказывается о сотворении небес и земли и о том, как Аллах один управляет всем сущим, и об этапах сотворения человека Аллахом. В данной суре приводятся слова неверных, отрицающих воскресение, даётся ответ им и приводятся доводы против их измышлений. В ней описывается состояние грешников в Судный день.
Приводятся аяты о ниспослании Торы Мусе и говорится об отношении Аллаха Всевышнего к сынам Исраила. Сура содержит обращение к неверующим Мекки обратить внимание на гибель народов, живших до них, и поразмыслить о необходимости уверовать в воскрешение.

 Алиф. Лам. Мим. ۝ Это Писание, в котором нет сомнения, ниспослано Господом миров. ۝ Или же они скажут: «Он измыслил его»? Нет, оно является истиной от твоего Господа, чтобы ты предостерёг людей, к которым до тебя не приходил предостерегающий увещеватель, - быть может, они последуют прямым путём. ۝ Аллах - Тот, Кто создал небеса и землю и то, что между ними, за шесть дней, а затем вознёсся на Трон (или утвердился на Троне). Нет для вас, помимо Него, ни покровителя, ни заступника. Неужели вы не помянете назидание? ۝ Он управляет делами с неба до земли, а затем они опять восходят к Нему в течение дня, который продолжается тысячу лет по тому, как вы считаете. ۝ Таков Ведающий сокровенное и явное, Могущественный, Милосердный, ۝ Который превосходно создал всё, что сотворил, и начал создавать человека из глины, ۝ затем создал его потомство из капли презренной жидкости, ۝ затем придал ему соразмерный облик, вдохнул в него от Своего духа и даровал вам слух, зрение и сердца. Но как мала ваша благодарность! 
—  32:1—9 (Кулиев)